# بزرگراه ۸۲ آسیا
بزرگراه ۸۲ آسیا که به صورت علامت اختصاری AH-82 نشان داده می‌شود، بزرگراهی است به طول ۱۲۶۵ کیلومتر که از لسلایز در گرجستان آغاز شده و در ایواوغلی ایران پایان می‌یابد. مسیر آن از جاده‌های زیر است :

## روسیه
- A147 جاده A147 : سوچی

## گرجستان
- ( آبخاز)  بزرگراه S1 : لسلایز - سوخومی - گالی
- بزرگراه S1 : زوگدیدی - سناکی - خاشوری
- بزرگراه S8 : خاشوری - آخالتسیخه - ویل
- بزرگراه S11 : آخالتسیخه - ژدانواکانی

## ارمنستان
- Մ 1 بزرگراه M1 : باورا - گیومری
- Մ 7 بزرگراه M7 : گیومری - آخوریک
- Մ 1 بزرگراه M1 : گیومری - آشتاراک - ایروان
- Մ 2 بزرگراه M2 : ایروان - یرسخ - گوریس - کاپان - مغری - آگاراک

## ایران
- جاده ۱۲ : نوردوز - جلفا
- جاده ۱۱ : جلفا - ایواوغلی